# スタッドボタン

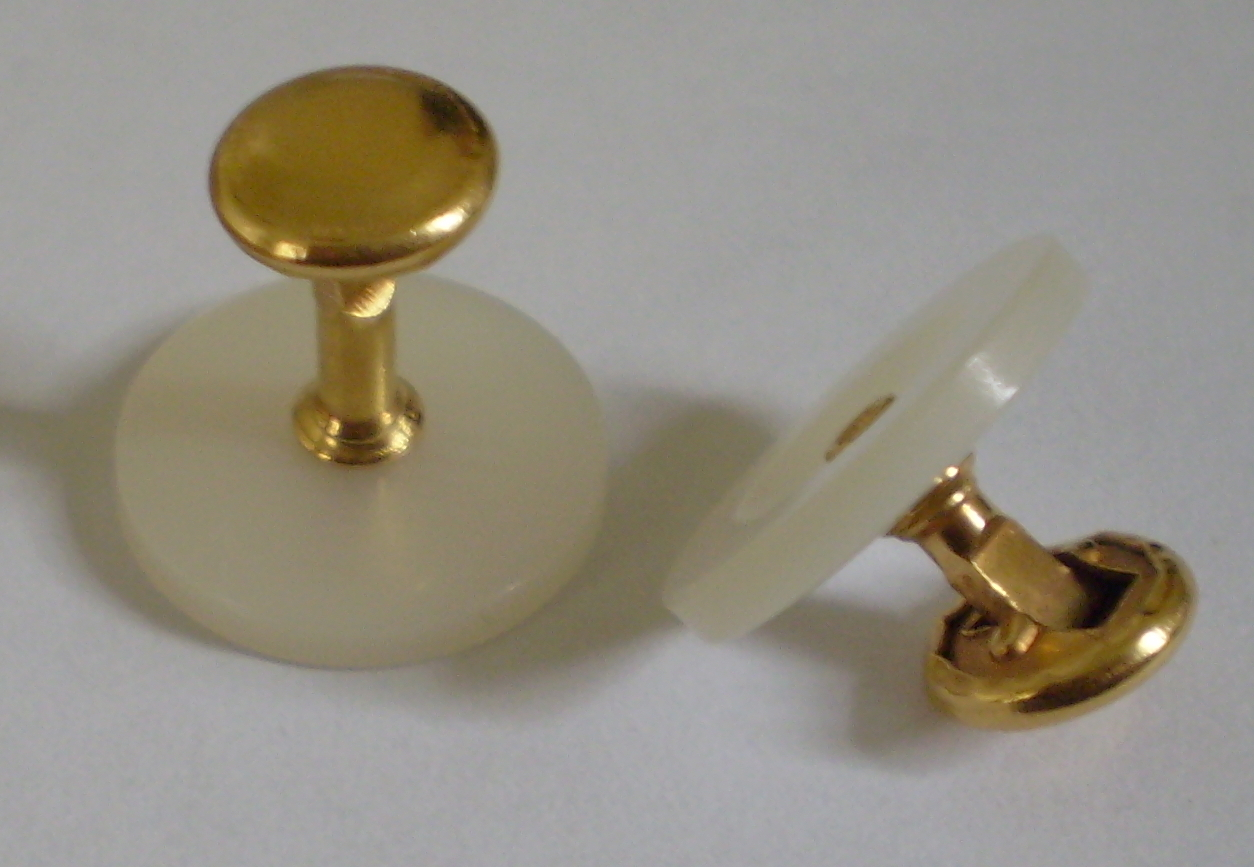

スタッドボタン (stud button) は、ドレスシャツやブラウスの釦の代用をする装身具である。

## 概要
日本語では、スタッドボタンかスタッズと呼ばれることが一般的である。昔は貴族や軍人の着用したワイシャツに勲章を固定するために用いたが、勲章がない現在はスタッズのみになった。初めは木製で後に金属製になり、スタッドの先がI字からT字に蝶つがいのように曲がるスウィヴル式に変わった。種類はスナップ式やスウィヴル式、固定式がある。
現在は主に礼装に用いるが、かつては真鍮やニッケルや柄の入ったボタンなど様々な種類が存在した。

## 使用方法
ワイシャツが比翼仕立て（隠しボタン）でない場合、スタッズをシャツの第2・3・4の3か所の釦穴に取り付け、朝の場合は白蝶貝や真珠等の白で夜の場合は黒蝶貝やオニキスなどの黒を着用し、慶事のみで弔事には蝶ネクタイやウィングカラー（立襟）のワイシャツは用いないので使用しない。大きさは11.5mmと、カフリンクスやワイシャツの袖ボタンとほぼ同じなのが標準である。詳しくはカフリンクスを参照。